# Carbonne
Carbonne es una localidad y comuna de Francia, en la región de Occitania, departamento de Alto Garona, en el distrito de Muret. Es cabeza del cantón de su nombre.
Su población en el censo de 1999 era de 3692 habitantes. Antiguamente pertenecía a la región de Mediodía-Pirineos.
Está integrada en la Communauté de communes du Volvestre, siendo la comuna más poblada de la mancomunidad.

## Demografía
| 1 643 | 964 | 1 835 | 1 863 | 2 293 | 2 235 | 2 468 | 2 462 | 2 444 | 2 468 | 2 484 | 2 505 | 2 577 | 2 520 | 2 548 | 2 456 | 2 303 | 2 387 | 2 359 | 2 393 | 2 154 | 2 350 | 2 250 | 2 277 | 2 323 | 2 473 | 2 625 | 3 222 | 3 218 | 3 596 | 3 795 | 3 692 |
| Para los censos de 1962 a 1999 la población legal corresponde a la población sin duplicidades (Fuente: INSEE [Consultar]) |     |       |       |       |       |       |       |       |       |       |       |       |       |       |       |       |       |       |       |       |       |       |       |       |       |       |       |       |       |       |       |